# Mio caro dottor Gräsler
Mio caro dottor Gräsler è un film del 1990 diretto da Roberto Faenza, basato sul romanzo Il dottor Gräsler, medico termale (Doktor Gräsler, Badearzt) di Arthur Schnitzler.

## Riconoscimenti
- 1990 - David di Donatello
  - Miglior direttore della fotografia
- 1990 - Ciak d'oro
  - Candidatura a migliori costumi a Milena Canonero e Alberto Verso